# هیراته ماساهیده

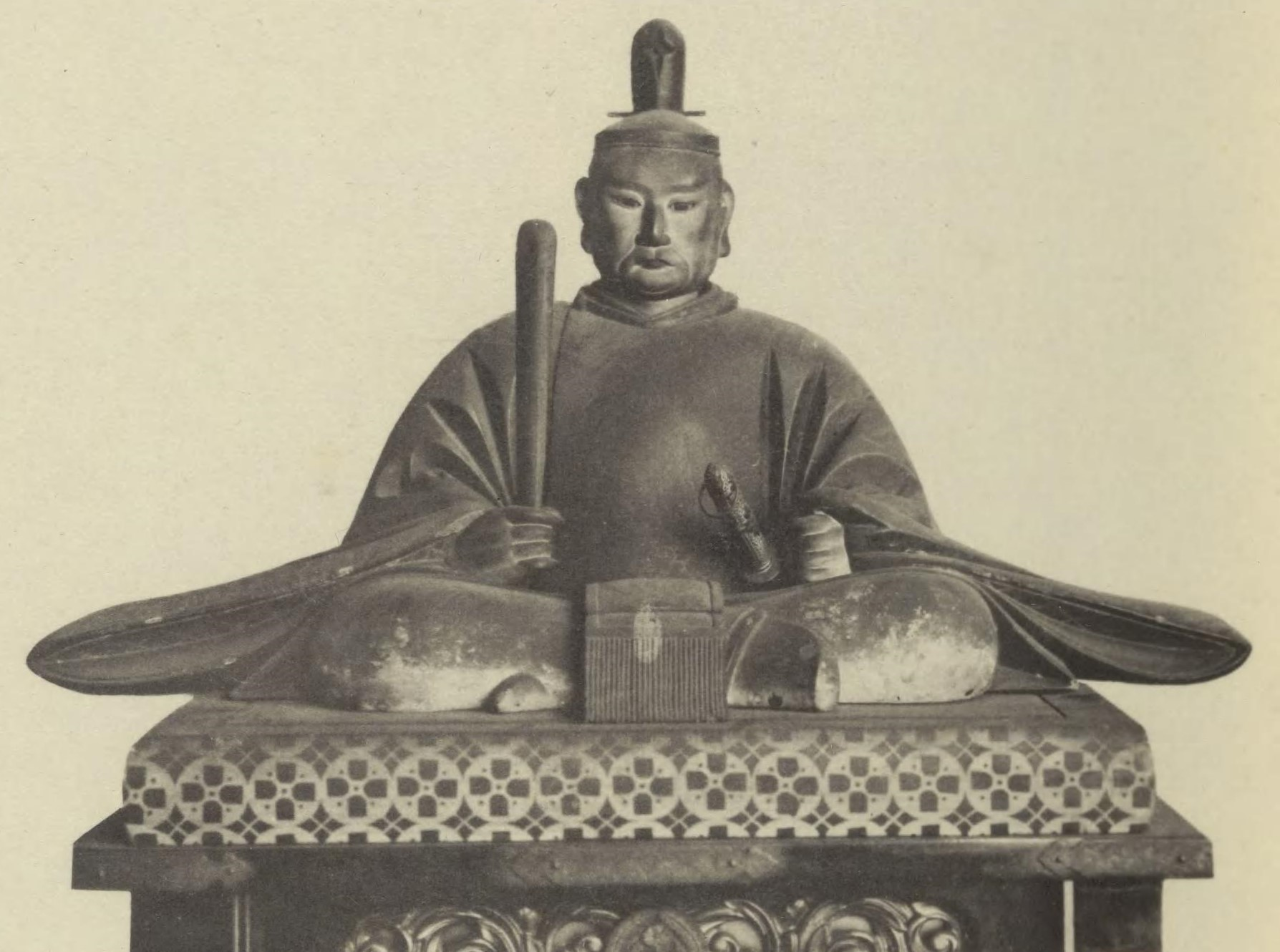
تندیس چوبی هیراته ماساهیده در ناگویا - ژاپن

هیراته ماساهیده (به ژاپنی: 平手 政秀 Hirate Masahide) یا هیراته گیوهیده (به ژاپنی: 平手 清秀 Hirate Kiyohide) (۱۴۹۲–۲۵ فوریه، ۱۵۵۳) یک سامورایی ژاپنی بود که برای دو نسل از خاندان اودا خدمت می‌کرد. در سال ۱۵۳۵ هنگامی که اربابش اودا نوبوهیده پسر ارشد و جانشین خود اودا نوبوناگا را به عنوان مالک به قلعه ناگویا (ولایت اُواری) فرستاد. هیراته ماساهیده به همراه سه نفر دیگر از ملازم خاندان اودا به نام‌های آئویاما نوبوماسا، هایاشی هیده‌سادا و نایتو شوسوکه را نیز با وی همراه کرد. این چهار نفر وظیفه هدایت و تربیت نوبوناگا را برعهده داشتند.